# Belfegor
I dæmonologi er Belfegor (eller Belphegor eller Beelphegor, hebraisk: בַּעַל-פְּעוֹר baʿal-pəʿōr - Herren over kløften) en dæmon der er associeret med en af de syv dødssynder, og han hjælper mennesker med at gøre opdagelser. Han forfører folk ved at foreslå dem utrolige opfindelser der vil gøre dem rige. Ifølge nogle dæmonologer fra 1600-tallet, er hans kræfter stærkest i april. Biskoppen og heksejægeren Peter Binsfeld var af den opfattelse at Belfegor frister gennem dovenskab. Ligeledes ifølge Peter Binsfelds Binsfeld's Classification of Demons, er Belfegor den vigtigste dæmon for den dødssynd der er kendt som dovenskab i den kristne tradition.
Belfegor stammer fra den assyriske Baal-Peor, den moabitiske gud til hvem israelitterne blev knyttet i Shittim (vers 25:3), og som var forbundet med umådehold og orgier. Den blev tilbedt i form af en fallos. Som  dæmon er han beskrevet i kabbalistiske skrifter som "den der skændes", en fjende af den sjette Sefirot "skønhed". Når han bliver påkaldt kan han skænke rigdom, magt til at gøre opdagelser og at lave fantastiske opfindelser. Hans rolle som dæmon var at så splid mellem mennesker, og at føre dem til det onde gennem fordelingen af rigdom[kilde mangler].
Palindromprimtallet 1000000000000066600000000000001 er kendt som Belfegors primtal, på grund af den overtroiske betydning af de tal det indeholder. Belfegors primtal består af tallet 666, på den ene side omgivet af tretten nuller og et et-tal.
Ifølge De Plancys Dictionnaire Infernal, var Belfegor Helvedes ambassadør i Frankrig .  Som følge heraf er hans fjende St Maria Magdalene, en af Frankrigs skytshelgener. Belfegor optræder også i Miltons Paradise Lost og i Victor Hugos Havets arbejdere[kilde mangler].

## Tv-gyser
Den franske tv-gyser Belphegor – spøgelset fra Louvre (Originaltitel: Belphégor ou le Fantôme du Louvre) blev sendt i Danmark i sommeren  1965, og lagde fire lørdage gaderne øde.
Hovedrollen blev spillet af Juliette Gréco (f. 1927). Serien var baseret på bogen Belphegor af den franske forfatter Arthur Bernède (1871-1937), og var instrueret af franskmanden Claude Barma (1918-92) .